# Raffinerie d'uranium de Blind River
La raffinerie d'uranium de Blind River est une usine  située à l'embouchure de la rivière Mississagi, à l'ouest de la ville de Blind River, dans la province de l'Ontario au Canada. En service depuis 1983, elle est exploitée par l'entreprise canadienne Cameco, qui y emploie environ 150 personnes.
Dans cette usine, des concentrés d'uranium U3O8 (yellowcake) provenant des usines de concentration situées à proximité des mines d'uranium (Key Lake, etc.) sont raffinés pour produire du trioxyde d'uranium (UO3), un produit intermédiaire de la chaîne de fabrication du combustible nucléaire. L'UO3 est ensuite transformé à l'usine canadienne de conversion de Port Hope ou bien exporté vers l'usine britannique de Springfields.
Au Canada, pour pouvoir alimenter les réacteurs CANDU des centrales nucléaires canadiennes, le dioxyde d'uranium (UO2) produit à Port Hope est conditionné en pastilles de combustible nucléaire par l'entreprise GE Hitachi Nuclear Energy Canada Inc dans ses usines de Toronto et de Peterborough en Ontario.

## Historique
En 2005, l'entreprise minière canadienne Cameco et Westinghouse ont signé un contrat de 10 ans pour convertir 5 milliers de tonnes d'uranium par an à l'usine de conversion britannique de Springfields.
Au début de l'année 2012, Cameco demande l'autorisation à la Commission canadienne de sûreté nucléaire d'augmenter sa production de trioxyde d'uranium de 18 000 tonnes par an, jusqu'à 24 000 tonnes par an. 
Le 7 janvier 2018, l'autoroute 17 a été fermée à la suite d'une collision entre deux camions dont l'un transportait des fûts de concentrés d'uranium à destination de l'usine de Blind River.